# Kreuzpeilung

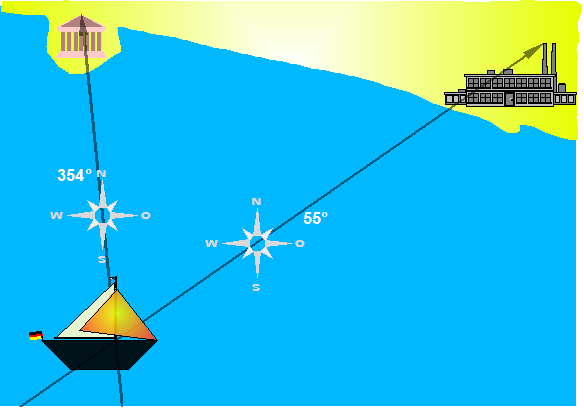
Kreuzpeilung

Eine Kreuzpeilung (englisch cross bearing, in der Landvermessung Rückwärtseinschneiden) bedeutet in der Navigation – genauer genommen bei der Ortung – die Feststellung des eigenen Standortes durch Ermittlung der Richtungen, in denen zwei bekannte Orte der Erdoberfläche vom Standort des Navigierenden aus gesehen liegen. Dazu muss die Lage dieser Orte in der verwendeten Landkarte zweifelsfrei bekannt sein. Die zu ermittelnden Richtungen heißen Standlinien, ihr Schnittpunkt stellt den gesuchten Standort auf der Landkarte dar. Der geringste Fehler für den Standort ergibt sich, falls die beiden Standlinien senkrecht aufeinanderstehen, sich „kreuzen“, was den Namen erklärt. Die Richtungsermittlung ist hierbei die eigentliche Peilung. Peilt man mit dem Auge, müssen die bekannten Orte sichtbar sein. Bei Funknavigation eignen sich nur in der Karte verzeichnete Orte mit gut empfangbaren entsprechenden Sendern dafür.
Das Verfahren ist auch mit mehr als zwei bekannten Orten anwendbar, dabei kann die Ungenauigkeit der Ortsbestimmung verringert werden. Der gesuchte Ort wird dann im Flächenschwerpunkt des durch die  Standlinien aufgespannten Dreiecks beziehungsweise Vielecks vermutet.
Auch bei Astronavigation liegt der Standortbestimmung durch sich schneidende Standlinien die Idee einer Kreuzpeilung zu Grunde, wenngleich nicht die angepeilten Objekte, sondern nur ihre Bildpunkte auf der Erdoberfläche liegen.

## Flugnavigation
Die Cockpitinstrumente für NDB und VOR zeigen missweisende Kurse an. Diese missweisenden Kurse können direkt in die ebenfalls missweisenden Funknavigationskarten übernommen werden. Möchte man die abgelesenen Kurse der Standlinien aber in eine Luftfahrtkarte oder Seekarte übertragen, so muss man die missweisenden Kurse in rechtweisende Kurse umwandeln, d. h. die jeweilige Ortsmissweisung, OM (engl. variation, VAR) muss berücksichtigt werden.

## Schiffsnavigation
In der terrestrischen Navigation, die vor allem in der Seefahrt angewendet wird, ist die Kreuzpeilung die klassische Methode zur Positionsbestimmung mittels Peilungen. Benötigt werden zwei markante Punkte im Gelände bekannter Position, sowie (Peil-)Kompass, Karte, Lineal und Kursdreieck. Die ermittelten rechtweisenden Kurse können direkt in die ebenfalls rechtweisenden Seekarten (winkeltreue Karten, rechtweisende Ausrichtung der Meridiane) eingetragen werden. Die markanten Punkte bekannter Position können sich ggf. auch auf der Wasseroberfläche befinden, z. B. Feuerschiffe, Bohrplattformen, Windkrafträder, Tonnen, Schifffahrtszeichen, oder an Land (Kirchturm, Kamin, Windmühle, Bergspitze, Kap). Wichtig ist die eindeutige Erkennbarkeit und die bekannte Position der gepeilten Objekte in der Seekarte oder nach Länge und Breite.